# 食用蕈列表
食用蕈，即可以食用的大型真菌子實體。

## 商業栽種的物種

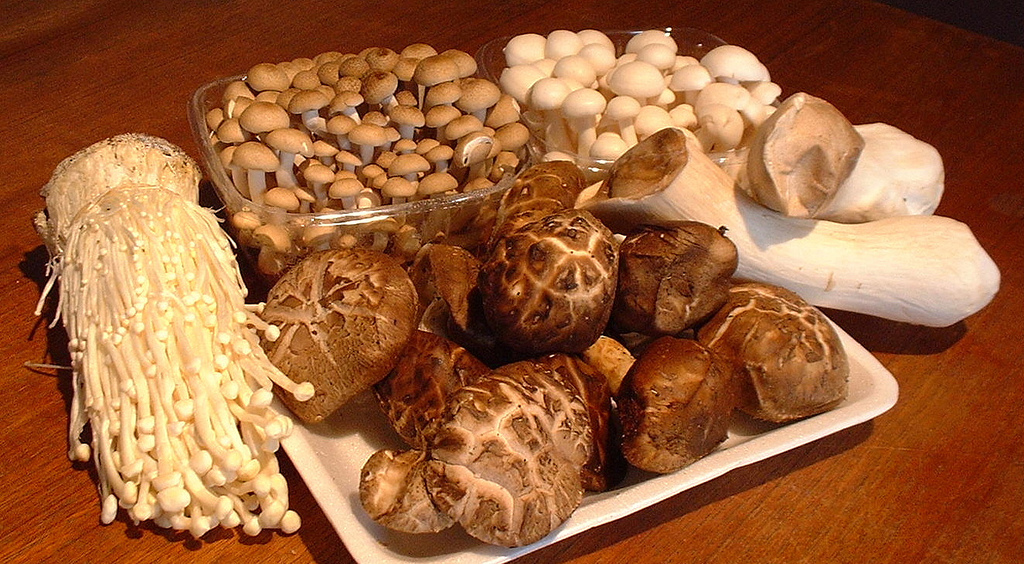
亞洲常見的商業栽種食用蕈，左起順時針：金針菇、白玉菇和鴻喜菇、杏鮑菇和香菇。

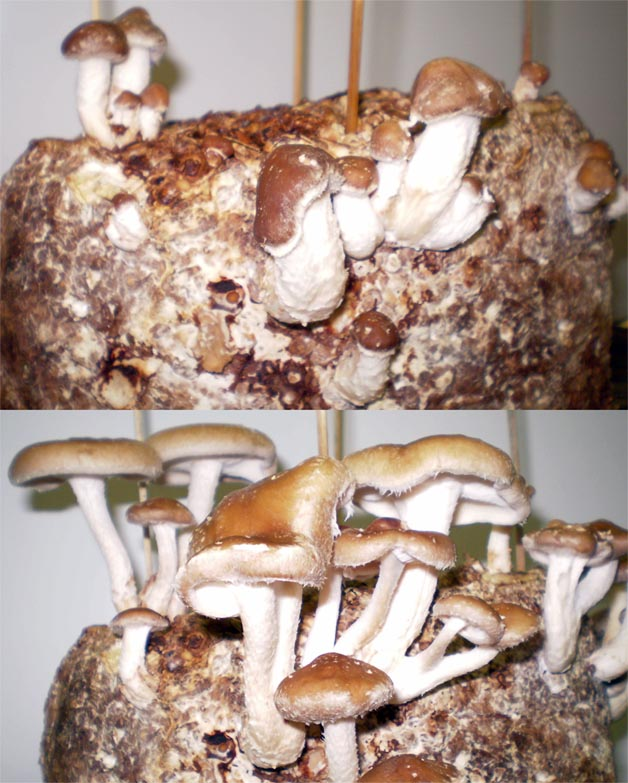
家裡種的香菇在約24小時內的成長。

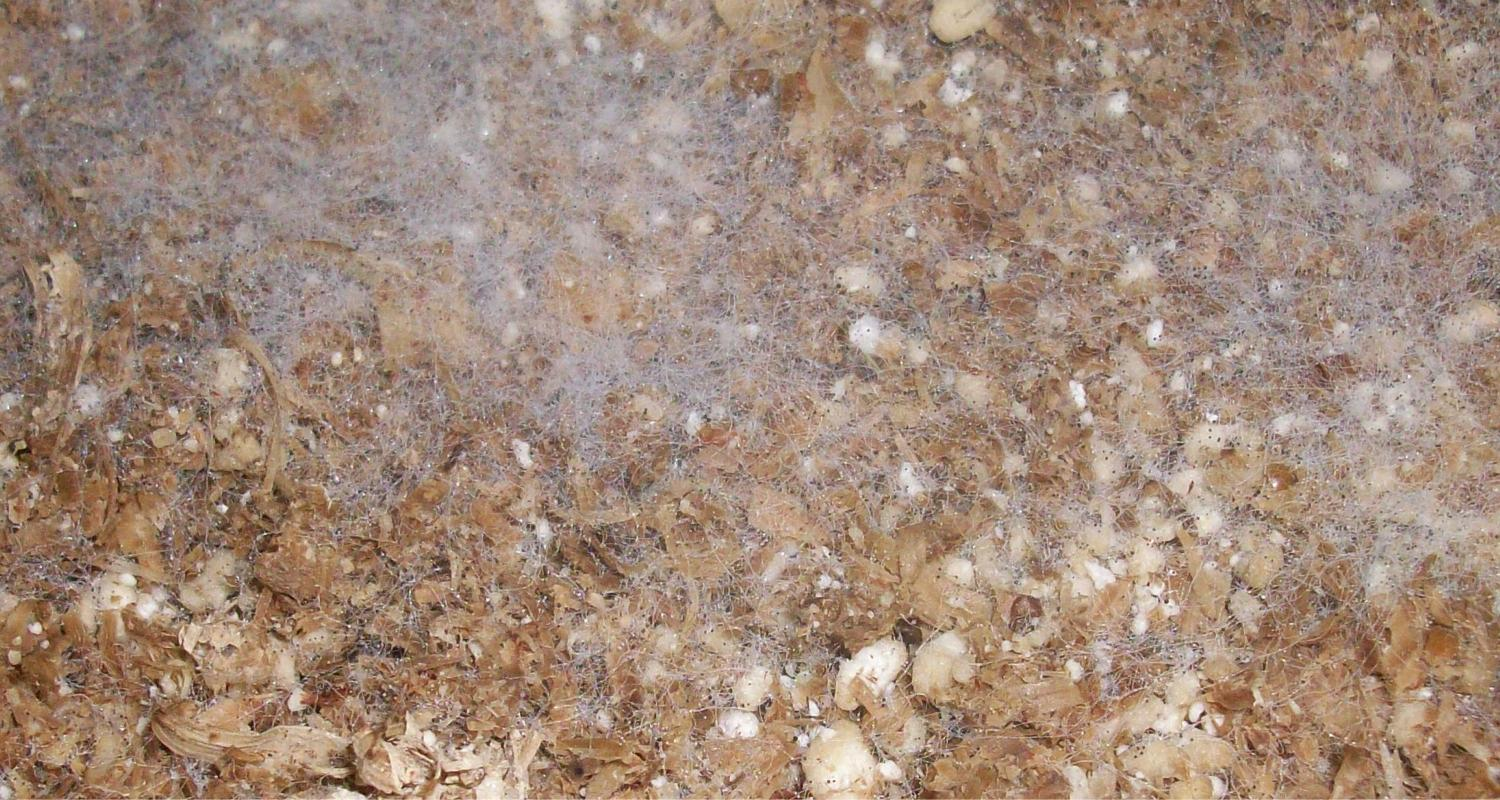
平菇生長9天的菌絲。

蕈菇的栽植有長遠的歷史，目前有超過20種蕈菇在超過60個國家進行商業種植，大多使用木屑太空包、椴木、或稻草。最大的生產國家是中國、美國、荷蘭、法國和波蘭。
- 洋菇（Agaricus bisporus），在西式料理常見。
- 草菇（Volvariella volvacea）佔全球食用蕈產量的16%。
- 香菇（Lentinus edodes），主要生產於日本、中國和韓國，占全世界食用蕈生產的10%。
- 木耳，在中國料理常用。
  - 銀耳（Tremella fuciformis）
  - 毛木耳（Auricularia polytricha）
  - 黑木耳（Auricularia auricula-judae）
- 金針菇（Flammulina velutipes），在中國和日本料理常用。
- 真姬菇（Hypsizygus tessullatus），包括白玉菇和鴻喜菇。
- 蠔菇（Pleurotus屬），佔全球25%的食用蕈產量。野外通常生長在木頭上，栽培的可以長在木屑、稻草和廢紙上。
  - 金頂側耳（Pleurotus cornucopiae）
  - 杏鮑菇（Pleurotus eryngii）
  - 平菇（Pleurotus ostreatus）

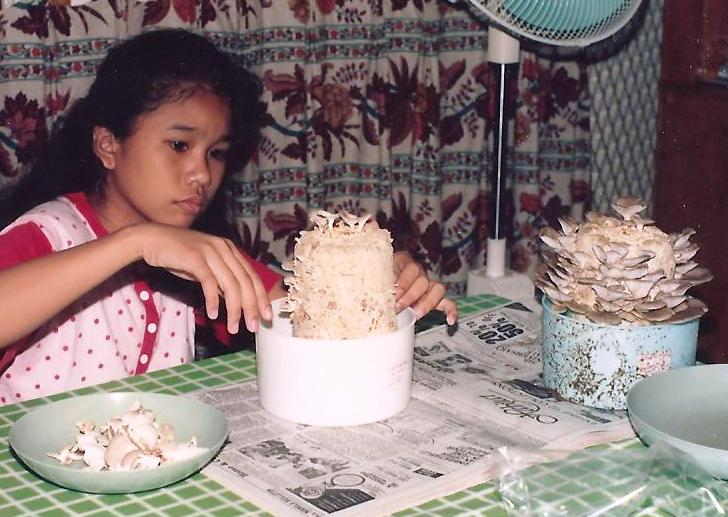
採收用塑膠包裝木屑種植的平菇。

- 蟲草花（Cordyceps militaris）
- 繡球菌（Sparassis crispa） - 在韓國、日本和美國加州有種植
- 舞菇（Grifola frondosa），21世記初在日本馴化種植。
- 松露，是子囊菌的一個屬，生長在地底下，用訓練過的豬或狗來採收，除了種植之外，也自野外採收。包括下列物種：
  - 夏松露（Tuber aestivum）
  - 白松露（Tuber magnatum）
  - 黑松露（Tuber melanosporum）
- 少孢根黴（Rhizopus oligosporus），製作丹貝用的一種接合菌，其菌絲可食。
- 玉米黑粉菌（Ustilago maydis），是玉米上的一種真菌病害。其菌瘿又稱為墨西哥松露，可食用。
- 菰黑粉菌（Ustilago esculenta），是菰上的一種寄生菌。食用部位為其菌瘿，即茭白筍。
- 蜜環菌（Armillaria mellea），又名榛蘑。[2]
- 灰樹花（Grifola frondosa），常在橡樹底下發現，英文俗名又稱為森林裡的母雞，有時會形成仙女環。21世記初被商業化種植，使用日本名稱「舞菇」。
- 平菇（Pleurotus ostreatus），又名蠔菇，和杏鮑菇同屬。
- 猴頭菇（Hericium erinaceus），也有商業種植。
- 大球盖菇（Stropharia rugosoannulata）

## 商業採收的野生物種

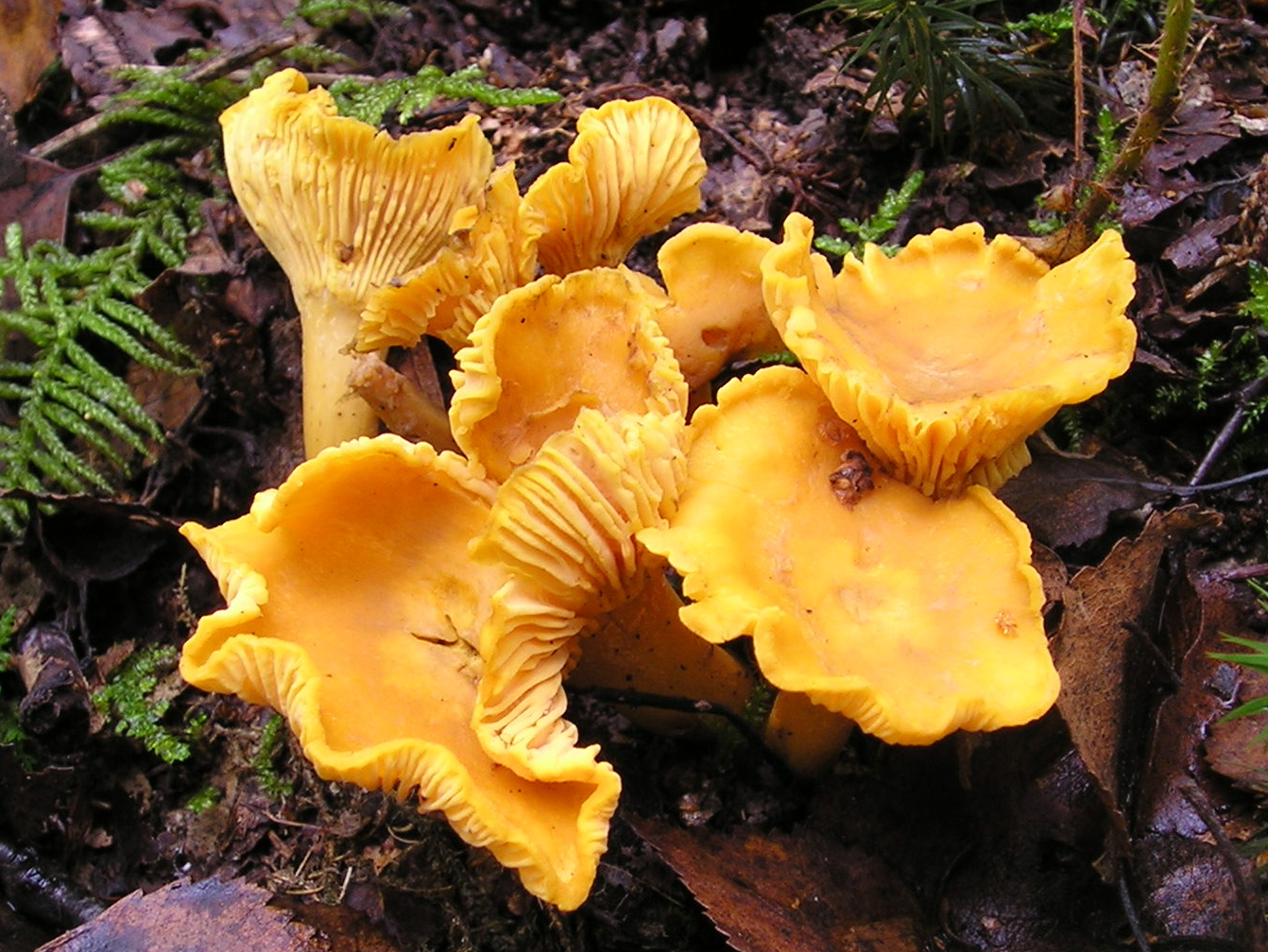
野生的雞油菇

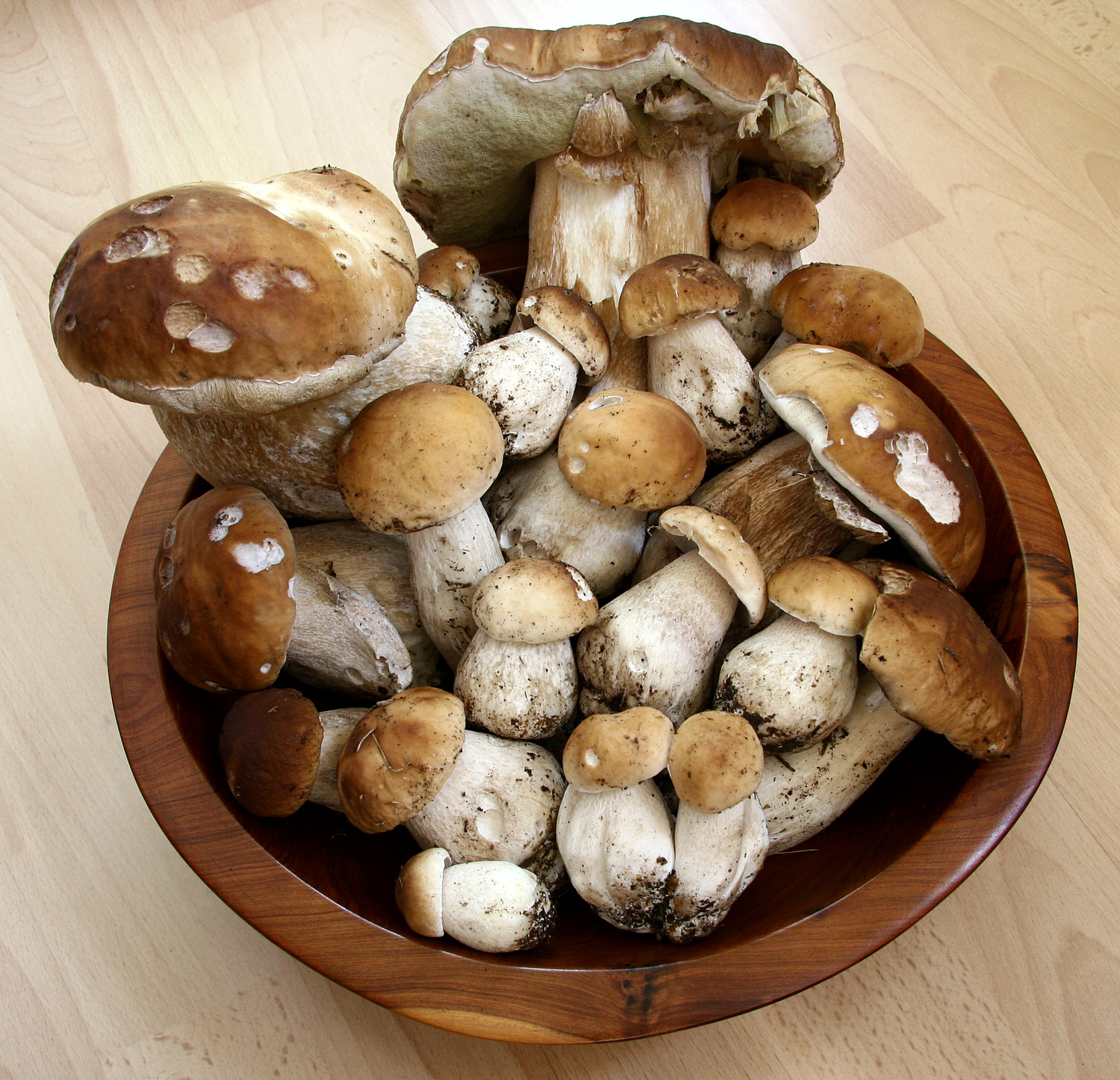
不同年齡的美味牛肝菌。

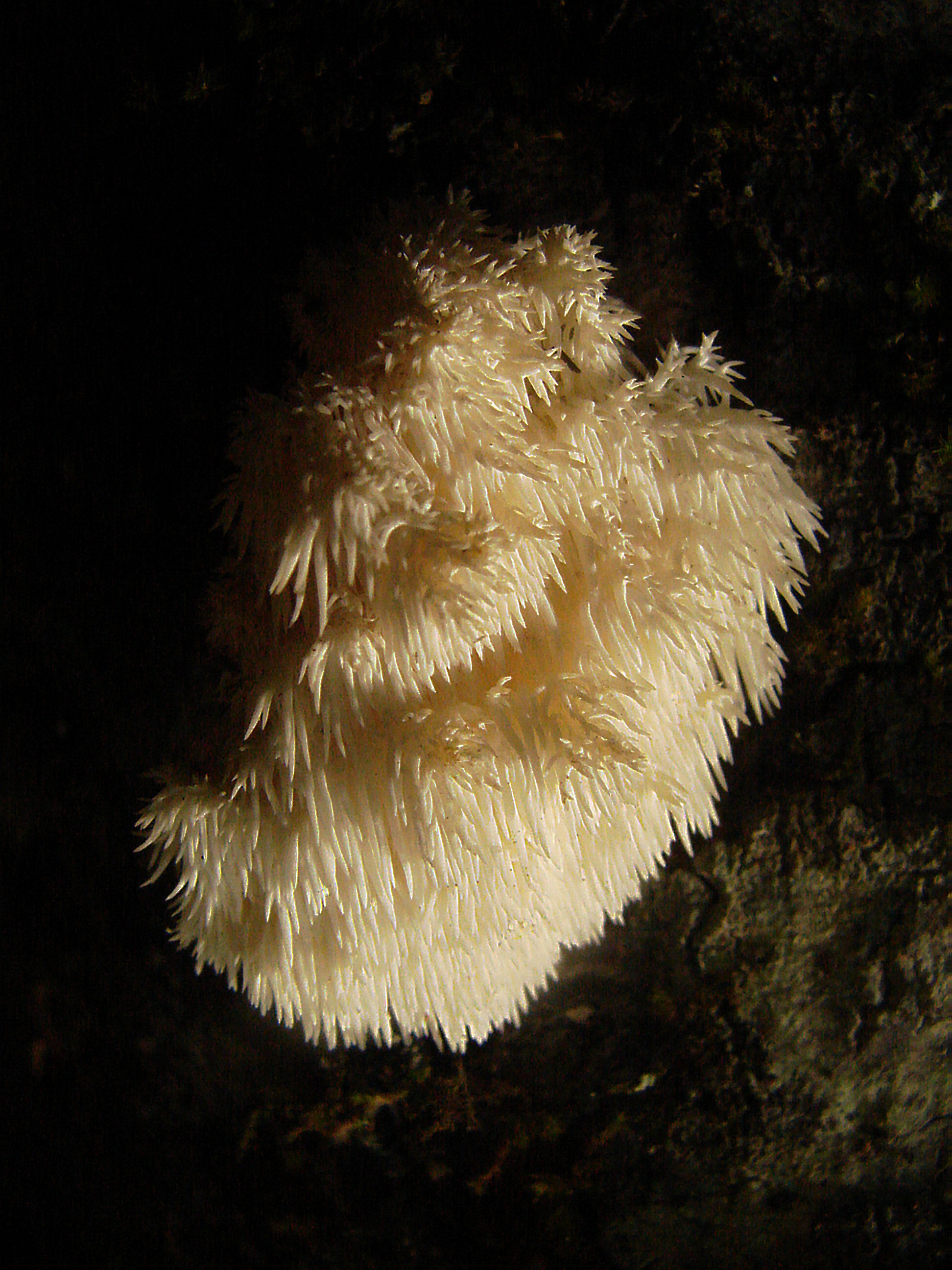
野生的猴頭菇

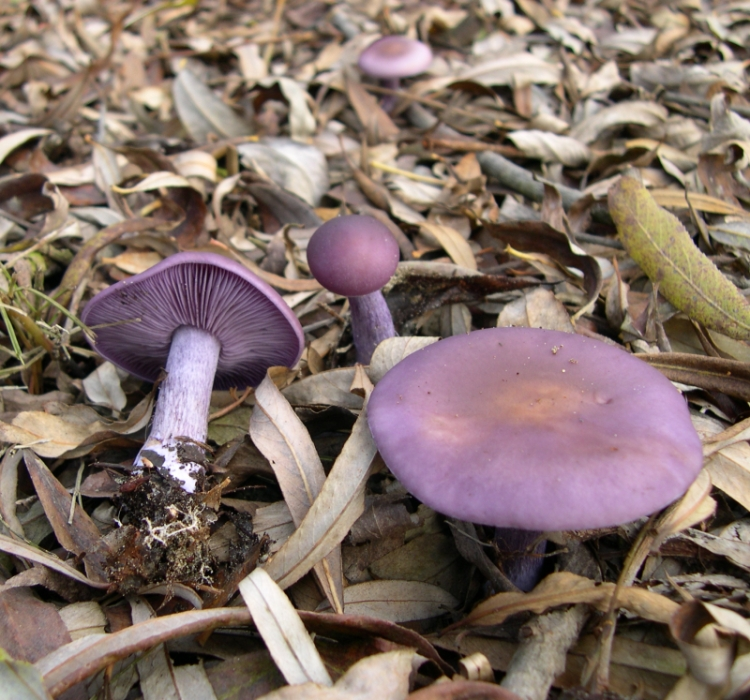
紫丁香蘑

有些物種和樹根共生，目前無法大規模種植，或在野外數量夠多、市場價格夠高，故能有商業採收。有些會在產季大量採集後乾燥保存。
- 牛肝菌類
  - 美味牛肝菌（Boletus edulis）：歐洲視為名貴食材。現主要收購自中國雲南，因當地產量豐盛且當地人較不食用。
  - 褐絨蓋牛肝菌（Boletus badius）
  - 黑牛肝菌（Boletus aereus）
  - 土丘牛肝菌（Boletus barrowsi）
- 雞油菇類
  - 雞油菇（Cantharellus cibarius），歐洲最受歡迎的野菇之一，在全球廣泛分佈。
  - 管狀雞油菇（Cantharellus tubaeformis）
  - 黑色管状雞油菇（Craterellus cornucopioides），别名死亡的号角，丰收号角，在法国，意大利，北欧等被广泛食用。
  - 烏雞油菌（Polyozellus multiplex）
- 香蘑類
  - 紫丁香蘑（Clitocybe nuda）
  - Clitocybe personata
  - 花臉香蘑（Clitocybe sordida）
- Cortinarius caperatus
- 卷緣齒菌（Hydnum repandum）
- 松乳菇（Lactarius deliciosus），在北欧，俄國很很受歡迎。
- 羊肚菌（Morchella），是子囊菌下的一屬，通常在春季末的草地、灌木叢或林地中可以找到。
  - Morchella conica var. deliciosa 菌盖深褐色，腐生菌，已有商業種植实验成功。
  - Morchella esculenta var. rotunda 菌盖黄色，菌根共生菌，暂不能商業種植。
- 松茸（Tricholoma matsutake），在日本非常昂貴的一種食用蕈，又稱為日本版松露，可食用。。
- 松露（Tuber spp.），也有在森林中進行商業種植。

## 未商業採集的野生物種
未商業採集的野生物種大多未有廣泛分佈，只在少數地區採集，靠人眼辨識。

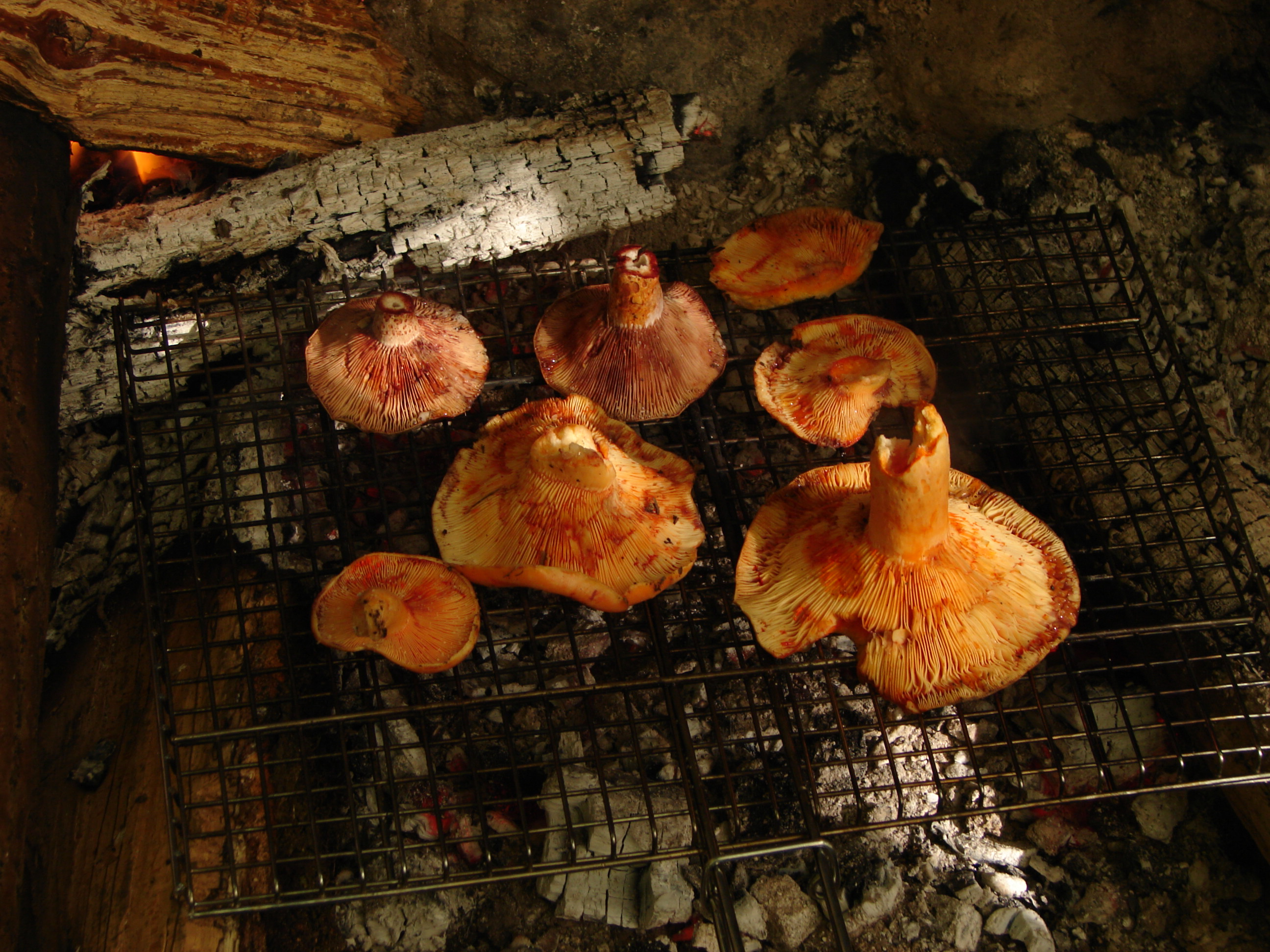
Lactarius salmonicolor

- 橙蓋鵝膏菌（Amanita caesarea）
- 野蘑菇（Agaricus arvensis），又名馬蘑菇。
- 林地蘑菇（Agaricus silvaticus）
- 褐絨蓋牛肝菌（Boletus badius）
- Chroogomphus rutilus
- 巨大馬勃（Calvatia gigantea）
- Calvatia utriformis
- 口蘑（Calocybe gambosa）
- 珊瑚菇，包括Clavariaceae、Clavulinaceae和Ramariaceae底下的物種。
- 雞腿菇（Coprinus comatus），採收後必須馬上烹煮，否則會變黑然後液化成墨汁，因此無法在市場上販售。
- Cyttaria espinosae
- Cortinarius variicolor
- 牛排多孔菌（Fistulina hepatica）
- Hygrophorus chrysodon
- Lactarius deterrimus
- Lactarius salmonicolor
- Lactarius subdulcis
- Lactarius volemus
- 硫色絢孔菌（Laetiporus sulphureus），英文俗名稱之為森林裡的雞，易辨認且美味，故特別受歡迎。
- Leccinum aurantiacum
- Leccinum scabrum
- Leccinum versipelle
- 雞肉絲菇（Macrolepiota albuminosa）
- 高大環柄菇（Macrolepiota procera）在全球溫帶地區廣泛分佈。
- 硬柄小皮傘（Marasmius oreades）
- 寬鱗多孔菌（Polyporus squamosus）
- Polyporus mylittae
- 須腹菌（Rhizopogon luteolus）
- 紅菇屬（Russula）的某些物種，如Russula laeta可食。
- Sparassis crispa
- 乳牛肝菌（Suillus bovinus）
- Suillus granulatus
- Suillus luteus
- Suillus tomentosus
- Tricholoma terreum

## 有條件可食的物種

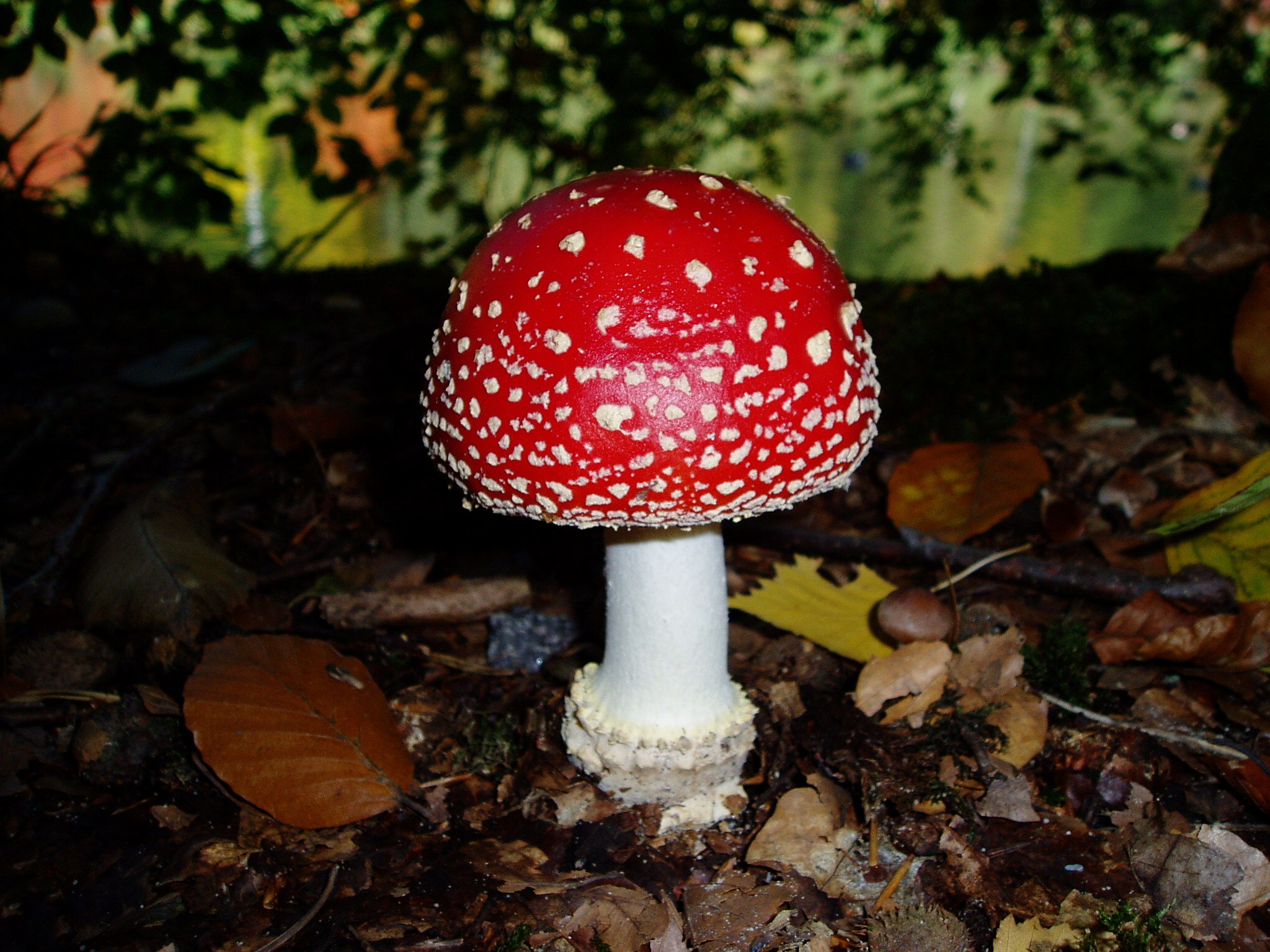
毒蠅傘必須水煮後才能食用

有些蕈類在經過特定的處理方式後可以食用，或只有少部份的人吃了會中毒。
- 赤褐鵝膏（英语：Amanita fulva）生食有毒。
- 毒蠅傘（Amanita muscaria）含有蠅蕈素，少量食用或水煮之後就不會造成中毒，日本長野縣當地則會用鹽將毒蠅傘進行醃漬後才食用。[3]
- 赭蓋鵝膏（英语：Amanita rubescens）生食有毒。
- 墨汁鬼傘（Coprinopsis atramentaria）一般情況下可食，但其中含有的鬼傘菌素（coprine）遇到酒精會變得有毒。
- 鹿花菌（Gyromitra esculenta）有毒，但芬蘭人會在水煮之後食用。目前尚不確定水煮能否去除所有的毒素。不同的人可能對其毒素有不同的耐受性。
- 乳菇屬（Lactarius）的有些物種有毒，但在東歐地區會在水煮或醃漬後食用[4]。
- 香蘑類（Clitocybe），要煮熟後才能食用。
- 羊肚菌（Morchella esculenta）要煮熟後才能食用，目前多應用在法式料理。
- 皺蓋鐘菌（Verpa bohemica），又稱假羊肚菌；有的人可以吃，但有的人會中毒，水煮可減低毒性。[5]
- 紅網牛肝菌（Suillellus luridus），又稱見手青，要煮熟後才能食用，不當食用會導致胃腸不適，甚至出現幻覺。

## 可以藥用的物種
傳統醫學認為許多蕈菇有藥用功能。目前經現代醫學實驗證明的有以下幾種：
- 姬松茸：粹取物有降血糖和抗癌效果，成份包括布雷非德菌素A和布雷固醇（blazein）。[6][7][8][9][10][11]
- 褐絨蓋牛肝菌：會合成有神經作用的茶氨酸[12]。
- 冬蟲夏草：原產在西藏高原的昆蟲寄生性蕈類，成份包括有消炎效果的環孢素以及蟲草素、cordymin、cordycepsidone和cordyheptapeptide[13]。無性生殖的類型被分類為Hirsutella sinensis[14]。Paecilomyces hepiali，又稱CS-4，通常被常作冬蟲夏草販賣，但其實是獨立的物種[14]。
- 香菇：含有香菇多醣、活性己糖相關化合物、和香菇嘌呤，可用來減緩癌症症狀[15]。
- 羊肚菌：含有順-3-胺基-L-脯胺酸。
- 玉米黑粉菌會合成黑粉菌鹼（ustilagine）和黑粉菌酸（ustilagic acid）[16]。
- 靈芝（Ganoderma lucidum）：含有對羥基苯甲酸、肉桂酸、以及羊毛甾烷類三萜類合物（lanostane-type triterpenoids）如靈芝酸（ganoderic acids）[17]
- 佩氏亞齒菌（Hydnellum peckii）：菌絲中分離出抗凝血成份的黑毛樁菇霉素（Atromentin）[18][19]
- 裂褶菌（Schizophyllum commune）：含有裂褶多醣（Schizophyllan）是潛在的抗癌藥物[20]。疏水蛋白（Hydrophobins）也是最先從裂褶菌分離出來。
- 雲芝（Trametes versicolor）：含有多醣體K（polysaccharide K）、多醣肽（polysaccharide peptide）等等。